# Décret Crémieux
Sénatus-consulte du 14 juillet 1865 Loi du 7 octobre 1940
Le décret Crémieux (du nom d'Adolphe Crémieux) est le décret no 136 qui attribue d'office en 1870 la citoyenneté française aux « Israélites indigènes » d'Algérie, c'est-à-dire aux 35 000 Juifs du territoire,. Il est complété par le décret no 137 portant « sur la naturalisation des indigènes musulmans et des étrangers résidant en Algérie » : pour ce qui les concerne, la qualité de citoyen français n’est pas automatique puisqu’elle « ne peut être obtenue qu’à l’âge de vingt et un ans accomplis » et sur demande. En pratique, selon l'historien Gilles Manceron, la naturalisation n’est que rarement demandée par les musulmans, qui restent sous le régime de l'indigénat. Une loi similaire de naturalisation massive et automatique, portant cette fois sur les étrangers résidant en Algérie, est promulguée le 26 juin 1889.
Les décrets nos 136 et 137 sont pris à Tours en Conseil du gouvernement de la Défense nationale le 24 octobre 1870, signés d’Adolphe Crémieux (député de Paris et ministre de la Justice), Léon Gambetta (député de la Seine et ministre de l’Intérieur), Alexandre Glais-Bizoin (député des Côtes-du-Nord) et Léon Fourichon (député de la Dordogne et ministre de la Marine et des Colonies). Ils sont publiés dans le Bulletin officiel de la ville de Tours le 7 novembre 1870.

## Terminologie
Les décrets Crémieux sont ainsi désignés en l'honneur de leur premier signataire, l'avocat et homme politique français Adolphe Crémieux (1796-1880), alors ministre de la Justice du Gouvernement de la Défense nationale, chargé des affaires algériennes, et président de la délégation du gouvernement provisoire siégeant à Tours.
Les décrets Crémieux sont une série de décrets qui ont en commun d'être relatifs à l'Algérie et d'avoir été adoptés à Tours, le 24 octobre 1870, par les membres de la délégation du Gouvernement de la Défense nationale, à savoir, outre Adolphe Crémieux : Léon Gambetta, ministre de l'Intérieur ; Alexandre Glais-Bizoin, ministre sans portefeuille ; et Léon Fourichon, ministre de la Marine et des Colonies. Le nombre de ces décrets varie, selon les sources, de sept, à neuf,,,. Cela tient au fait que si neuf décrets ont été publiés au Moniteur officiel, huit l'ont été au Bulletin officiel du gouvernement général de l'Algérie et sept au Bulletin des lois de la délégation du Gouvernement de la Défense nationale hors de Paris. Ces décrets sont les suivants :
1. [1.] décret relatif à l'organisation politique de l'Algérie[10],[11],[12] ;
2. décret qui nomme le gouverneur général civil, le chef d'état-major général, le secrétaire général du gouvernement en Algérie, et qui fixe le traitement des principales autorités[13],[14],[15].
D'après Adolphe Crémieux[7], ce « deuxième » décret a été précédé de deux décrets qui n'ont pas été publiés au Bulletin des lois. Le premier d'entre eux, attesté par sa publication au Bulletin officiel du gouvernement général de l'Algérie, est le suivant :
[2.] décret qui relève de leurs fonctions MM. le général Durrieu, gouverneur général (militaire) par intérim, et Testu, secrétaires général[16]. D'après Adolphe Crémieux[7], le second décret « intercalaire » est le suivant :
[3.] décret qui promeut Lallemand général de division. Pour Adolphe Crémieux[7], le « deuxième » des « sept » décrets est ainsi le « quatrième » des « neuf » :
[4.] décret qui nomme Didier gouverneur général civil, Labatteux secrétaire général près le gouverneur général civil et Lallemand commandant des forces de terre et de mer ;
3. [5.] décret organisant le jury et les cours d'assises de l'Algérie[17],[18],[19] ;
4. [6.] décret sur la profession d'avocat en Algérie[20],[21],[22] ;
5. [7.] décret qui déclare citoyens français les israélites indigènes de l'Algérie[23],[24],[25] ;
6. [8.] décret sur la naturalisation des indigènes musulmans et des étrangers résidant en Algérie[26],[27],[28] ;
7. [9.] décret relatif aux divisions et subdivisions militaires de l'Algérie[29],[30],[31].

Ces décrets, qu'Adolphe Crémieux n'hésite pas de qualifier de « constituants », sont les premiers des cinquante-huit décrets relatifs à l'Algérie, sans compter les décrets de nomination des fonctionnaires, pris à l'initiative de Crémieux, par la délégation de Tours.
Au singulier, le décret Crémieux désigne communément, le plus célèbre d'entre eux : celui relatif à la « naturalisation collective » des « israélites indigènes ». Ce décret semble avoir été surnommé ainsi par des détracteurs d'Adolphe Crémieux et des opposants à la mesure.

## Contexte
En 1870, les Juifs de France métropolitaine sont citoyens. La citoyenneté française des Juifs a été préparée par l'édit de tolérance de Louis XVI en 1787, avant de leur être reconnue en 1791, au début de la Révolution française, par la loi connue comme le « décret d'émancipation des Juifs ». Décrétée par la Constituante le 27 septembre 1791 et sanctionnée par Louis XVI le 13 novembre, elle étend aux Juifs dits allemands ou tudesques (Ashkénazes) la citoyenneté reconnue le 28 janvier 1790 aux Juifs dits portugais ou espagnols, d'une part, et avignonnais ou comtadins, d'autre part. La dernière restriction, le serment judiciaire dit more judaico, est abolie sous la monarchie de Juillet, à la suite d'un arrêt de la Cour de cassation du 3 mars 1846 rendu dans le cadre de l'affaire Isidor.
Il en va autrement des Juifs d'Algérie auxquels la jurisprudence n'a reconnu qu'une nationalité sans citoyenneté.

### Capitulation d'Alger du 5 juillet 1830
Le 5 juillet 1830, le dey Hussein, dernier dey d'Alger, signe l'acte de reddition connu comme la capitulation d'Alger. Par cet acte, le comte de Bourmont, général en chef de l'armée française, s'engage notamment à respecter le libre « exercice de la religion mahométane » et à ne pas porter atteinte à « la liberté des habitants de toutes classes, leur religion, leurs propriétés, leur commerce et leur industrie ». Par un arrêt du 26 décembre 1854, la cour impériale (auj. cour d'appel) d'Alger, juge qu'en maintenant expressément leur religion aux indigènes musulmans, la capitulation d'Alger a maintenu leur loi religieuse.

### Ordonnance royale du 24 février 1834
La doctrine considérait que la capitulation d'Alger avait été sans incidence sur la nationalité des « indigènes » d'Algérie. Elle distinguait, en effet, l'occupation d'un territoire de son annexion. D'après le droit international, l'occupation d'un territoire maintenait ses habitants dans leur nationalité, son annexion étant requise pour substituer la nationalité de l'annexant. Or, la capitulation d'Alger n'avait ouvert qu'une période d'occupation. Les « indigènes » d'Algérie avaient ainsi conservé leur nationalité jusqu'à l'annexion du pays.
À la suite de la conquête coloniale de 1830, l’Algérie est officiellement annexée à la France en 1834. Par un arrêt de la chambre des requêtes du 19 août 1858, la Cour de cassation reconnaît, semble-t-il pour la première fois, la nationalité française aux « indigènes » d'Algérie. De fait, les indigènes musulmans et juifs deviennent sujets français puisque « placés sous la souveraineté directe et immédiate de la France, ils sont dans l’impossibilité de pouvoir en aucun cas revendiquer le bénéfice ou l’appui d’une autre nationalité : d’où il suit nécessairement que la qualité de Français pouvait seule désormais être la base et la règle de leur condition civile et sociale ».

### Décret impérial du 21 avril 1866
Après le sénatus-consulte du 14 juillet 1865 sur l'état des personnes et la naturalisation en Algérie inspiré par le saint-simonien Ismaël Urbain, le décret d'application pris par Napoléon III le 21 avril 1866 établit que les trois millions d'indigènes musulmans, les 250 000 étrangers (justifiant de trois années de résidence en Algérie) ainsi que les 30 000 indigènes israélites peuvent demander à « jouir des droits de citoyen français » et à bénéficier de la « qualité de citoyen français ».
Le sénatus-consulte de 1865 n'enregistre qu'une faible adhésion : seuls 137 Juifs et 99 indigènes musulmans, auxquels s'ajoutent 172 Marocains, 27 Tunisiens, 1 Mozabite et 5 autres, soit un total de 441 individus, obtiennent leur naturalisation entre 1866 et 1870. Si les raisons de ce faible recours sont multiples, il peut y avoir l'attachement des « Juifs algériens comme des musulmans à leur statut personnel et aux juridictions religieuses appliquant les préceptes de leur foi », mais il est également possible que les autorités coloniales françaises elles-mêmes n'aient pas informé largement les intéressés sur cette nouvelle procédure ni favorisé son exercice.

## Élaboration du décret de 1870

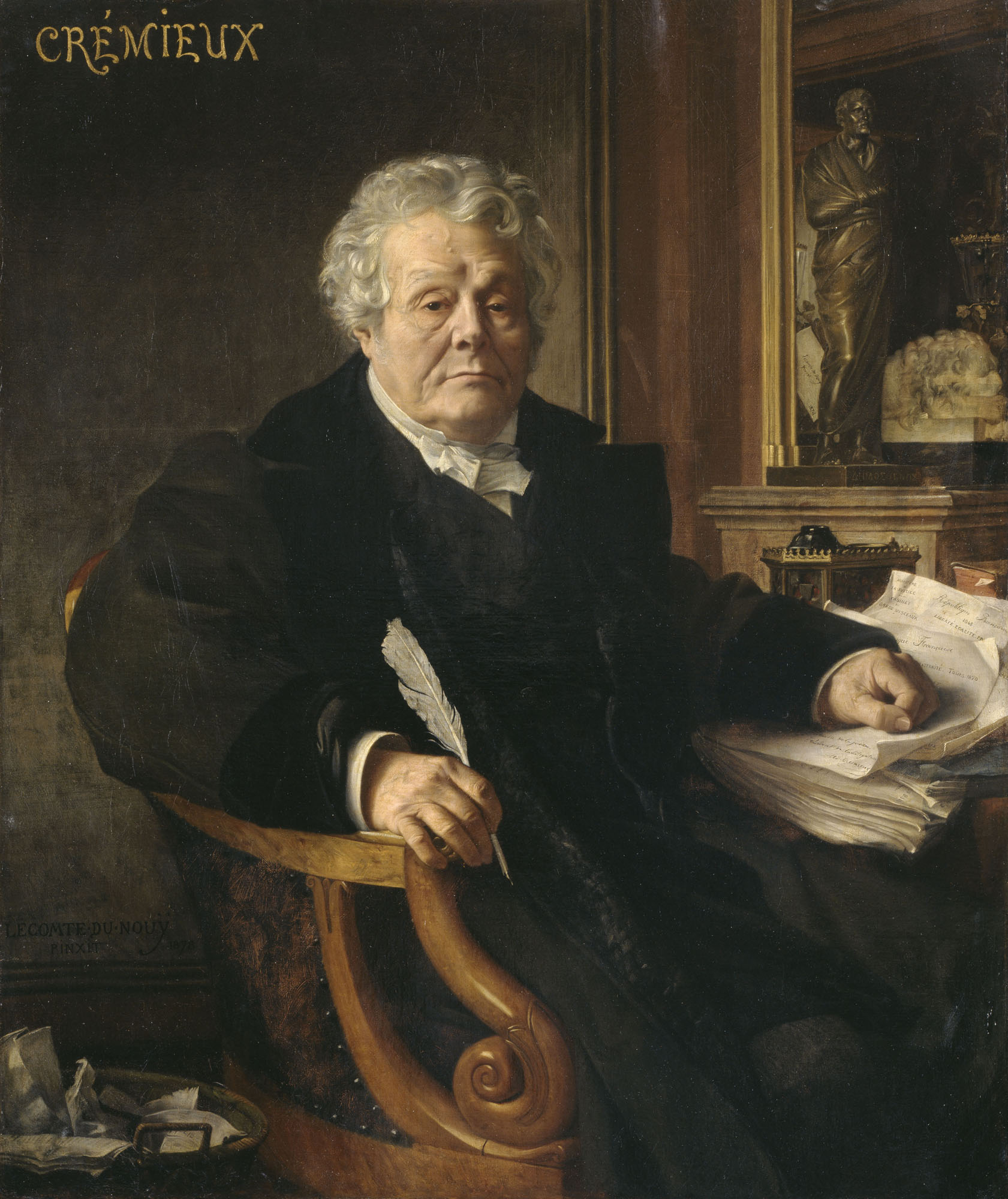
Portrait d'Adolphe Crémieux en 1878 par Lecomte du Nouÿ (huile sur toile, musée d'Art et d'Histoire du judaïsme).

Pour Benjamin Stora, le décret Crémieux est « le produit d'une longue bataille ».
Dès 1847, Louis de Baudicour écrit, dans La Colonisation de l'Algérie, que « le gouvernement français avait un intérêt majeur à s'attacher les juifs algériens ». En 1859, le rapporteur sur cette question au conseil général d'Alger note qu'« il est évident que la déclaration que les Israélites en masse sont Français lèverait toutes les difficultés et serait accueillie par eux comme un bienfait ». En mai 1860, répondant à une requête présentée par les notables juifs algérois tendant à la « naturalisation collective », le préfet d'Alger promet d'appuyer cette requête auprès du Gouvernement. En mai 1865, lors de son deuxième voyage en Algérie, Napoléon III reçoit une pétition de 10 000 signatures de Juifs algériens lui réclamant leur « naturalisation collective ». Puis, de 1865 à 1869, les conseils généraux des trois provinces d’Algérie émettent chaque année des vœux unanimes en faveur de la « naturalisation » des « Israélites indigènes ».

### Projet Ollivier du 8 mars 1870
Le 8 mars 1870,,, Émile Ollivier, ministre de la Justice, transmet au Conseil d'État un projet de décret rédigé comme suit :

« Art. 1er. – Sont admis à jouir des droits de citoyens français, par application du sénatus-consulte du 14 juillet 1866, tous les Israélites indigènes du territoire algérien.
Art. 2. – Tout Israélite indigène pourra, dans le délai d'une année à partir de la promulgation du présent décret, faire aux autorités compétentes la déclaration qu'il n'accepte pas le bénéfice de la naturalisation.
Art. 3. – Il est fait remise à tous les impétrants du droit fixé par l'article 20 du décret du 21 avril 1866. »

Deux sections administratives (consultatives) du Conseil d'État — celle de la Législation et celle de la Guerre, dont l'Algérie relève — sont réunies pour l'étudier. Manceau, conseiller d'État, est nommé rapporteur. Il constate que ni Edmond Le Bœuf, ministre de la Guerre dont relève l'Algérie, ni Patrice de Mac Mahon, gouverneur général de l'Algérie, n'ont été informés de la présentation de ce projet.
Le 18 mars, le Conseil d’État demande une enquête sur l'accueil que recevrait le décret de la part des « Musulmans ». À la suite de cette enquête, le gouverneur général de l'Algérie, Patrice de Mac Mahon, se prononce pour la « naturalisation collective ».
Le 19 juillet, Ollivier déclare à la tribune du Corps législatif qu'il est « désireux de naturaliser les Israélites » ; il se demande si « la naturalisation peut se faire en vertu d'un décret » ou si elle requiert une loi.
Mais le décret n'est pas adopté. Le 4 septembre, deux jours après la capitulation de Sedan, la République est proclamée par un gouvernement provisoire connu comme le Gouvernement de Défense nationale.

### Projet Crémieux

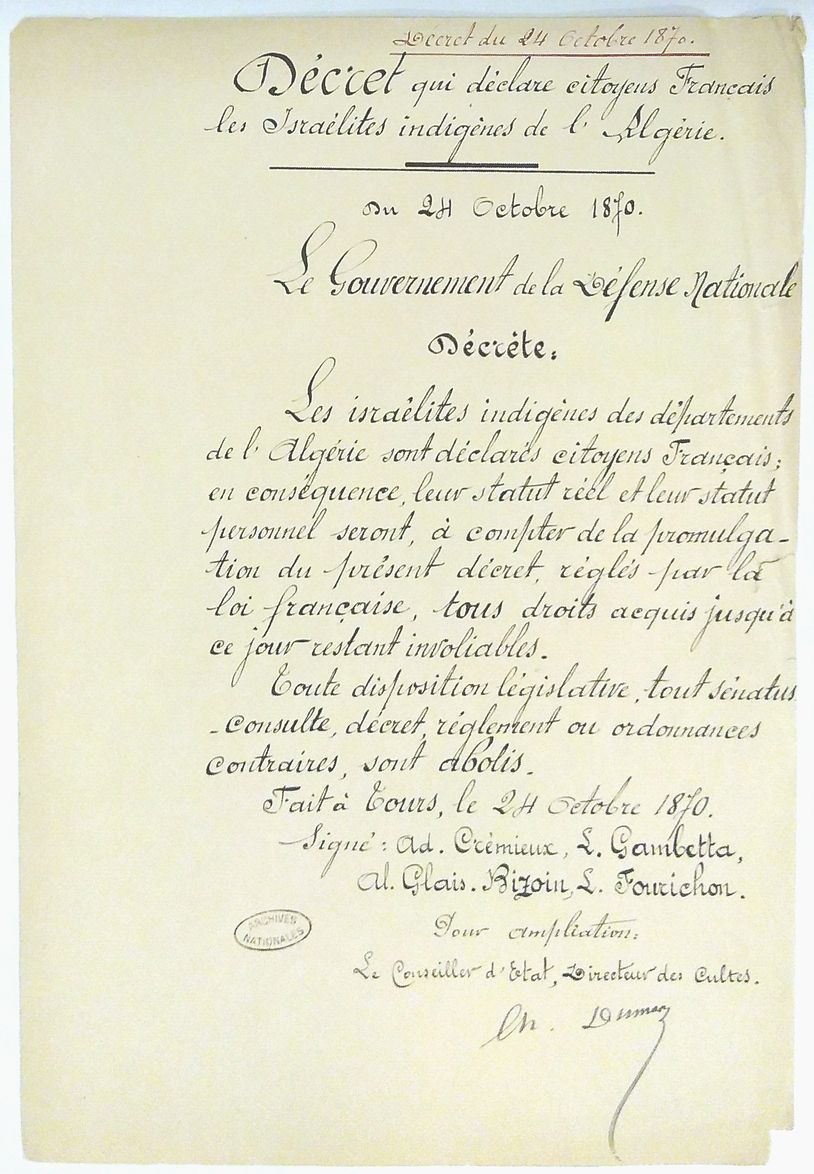
Ampliation du décret Crémieux (24 octobre 1870), conservée aux Archives nationales

Dès le 5 septembre, le gouvernement provisoire charge Jules Favre et Adolphe Crémieux d'examiner les réformes qu'il conviendrait d'apporter au statut de l'Algérie. Le 12 septembre, la délégation de Tours est créée. Les 21 et 22 octobre, Crémieux présente ses projets de décrets aux autres membres de la délégation. Ceux-ci les approuvent et les décrets correspondants sont signés le 24 octobre. Le lendemain, Gambetta invite Crémieux à hâter leur insertion au Moniteur afin de ne pas retarder leur entrée en vigueur. Ils sont promulgués le 28 octobre. Le sénatus-consulte du Second Empire est abrogé et remplacé par un nouveau décret.

## Décrets Crémieux (du 24 octobre 1870)

### Décret qui déclare citoyens français les Israélites indigènes de l'Algérie (no136)

#### Texte
« B. no 8 - p. 109 -
RÉPUBLIQUE FRANÇAISE
No 136. - Décret du 24 octobre 1870 qui déclare citoyens français les Israélites indigènes de l'Algérie.

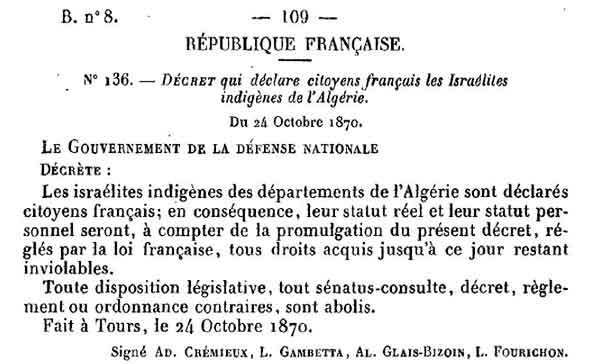
Décret no 136.

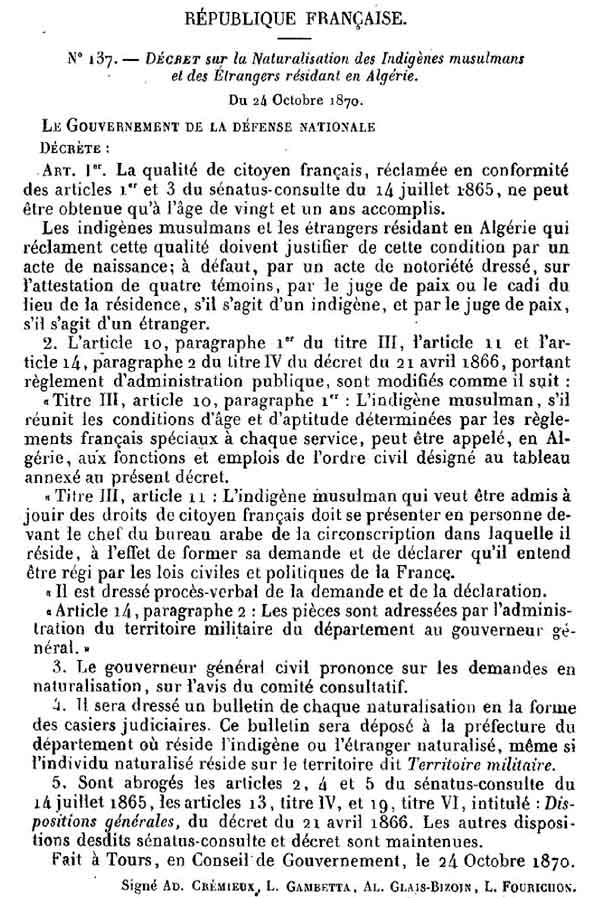
Décret no 137.

Le Gouvernement de la défense nationale décrète :
Les Israélites indigènes des départements de l'Algérie sont déclarés citoyens français ; en conséquence, leur statut réel et leur statut personnel seront, à compter de la promulgation du présent décret, réglés par la loi française, tous droits acquis jusqu'à ce jour restant inviolables.
Toute disposition législative, tout sénatus-consulte, décret, règlement ou ordonnances contraires, sont abolis.
Fait à Tours, le 24 octobre 1870.
Signé AD. CRÉMIEUX, L. GAMBETTA, AL. GLAIS-BIZOIN, L. FOURICHON »

#### Portée
Le décret confère la citoyenneté française et les droits qui y sont attachés — notamment l'électorat et l'éligibilité aux élections politiques — aux Juifs d'Algérie résidant dans les trois départements d'Alger, d'Oran et de Constantine. Mais il les prive de leur statut personnel en les soumettant d'office au statut civil de droit commun et, contrairement à ce que prévoyait le projet Ollivier, en leur interdisant d'y renoncer. Cependant, la préoccupation française essentielle restait quant à l'acceptation ou non de cette mesure par les musulmans. Raison pour laquelle le décret Crémieux se doublait d'un second décret signé le même jour (24 octobre 1870), réitérant la proposition contenue dans le sénatus-consulte de 1865 faite aux musulmans indigènes de plus de 21 ans et aux étrangers de même âge et présents depuis au moins trois ans dans un des départements d'Algérie de devenir citoyens français, sous condition d'accepter de renoncer au droit coutumier.
D'autre part, le décret a été interprété comme ne s'appliquant pas à tous les Juifs d'Algérie : les Juifs sahariens en étaient exclus par la disposition qui en réservait le bénéfice aux « Israélites des départements de l'Algérie ». La question de savoir quand les Juifs du Sahara algérien sont devenus citoyens français a fait l'objet d'une controverse. De nombreux juristes et l'administration n'ont retenu ni le 24 décembre 1902, date de la promulgation de la loi créant les territoires du Sud, ni le 15 mars 1956, date de la promulgation de la loi départementalisant ces mêmes territoires. En définitive, le 13 juin 1962, date de l'homologation du registre d'état civil, a été retenue.

#### Amendement Lambrecht
Le 21 juillet 1871, 8 mois et 14 jours après la publication du décret Crémieux, le ministre de l'Intérieur, Félix Lambrecht, dépose à l'Assemblée nationale un projet de loi tendant à son abrogation. Crémieux se bat. L'Assemblée ne se prononce pas sur le projet d'abrogation. Crémieux arrive à convaincre Adolphe Thiers de se contenter du décret du 9 octobre 1871 — connu comme l'amendement Lambrecht,, — n'octroyant la citoyenneté qu'aux Juifs dont l'origine algérienne est attestée.

### Décret sur la naturalisation des indigènes musulmans et des étrangers résidant en Algérie (no137)

#### Texte
« No 137. - Décret sur la Naturalisation des Indigènes musulmans et des Étrangers résidant en Algérie.
Du 24 octobre 1870.
Le Gouvernement de la défense nationale décrète :
Art. 1er. La qualité de citoyen français, réclamée en conformité des articles 1er et 3 du sénatus-consulte du 14 juillet 1865, ne peut être obtenue qu'à l'âge de vingt et un ans accomplis. Les indigènes musulmans et les étrangers résidant en Algérie qui réclament cette qualité doivent justifier de cette condition par un acte de naissance ; à défaut, par un acte de notoriété dressé sur l'attestation de quatre témoins, par le juge de paix ou le cadi du lieu de résidence, s'il s'agit d'un indigène, et par le juge de paix, s'il s'agit d'un étranger.
Art. 2. L'article 10, paragraphe 1er du titre III, l'article 11 et l'article 14, paragraphe 2 du titre IV du décret du 21 avril 1866, portant règlement d'administration publique sont modifiés comme il suit :

« Titre III, article 10, paragraphe 1er : L'indigène musulman, s'il réunit les conditions d'âge et d'aptitude déterminées par les règlements français spéciaux à chaque service, peut être appelé, en Algérie, aux fonctions et emplois de l'ordre civil désigné au tableau annexé au présent décret.

« Titre III, article 11 : L'indigène musulman qui veut être admis à jouir des droits de citoyen français doit se présenter en personne devant le chef du bureau arabe de la circonscription dans laquelle il réside, à l'effet de former sa demande et de déclarer qu'il entend être régi par les lois civiles et politiques de la France.

« Il est dressé procès-verbal de la demande et de la déclaration.

« Article 14, paragraphe 2 : Les pièces sont adressées par l'administration du territoire militaire du département au gouverneur général. »
Art. 3. Le gouverneur général civil prononce sur les demandes en naturalisation, sur l'avis du comité consultatif.
Art. 4. Il sera dressé un bulletin de chaque naturalisation en la forme des casiers judiciaires. Ce bulletin sera déposé à la préfecture du département où réside l'indigène ou l'étranger naturalisé, même si l'individu naturalisé réside sur le territoire dit Territoire militaire.
Art. 5. Sont abrogés les articles 2, 4, 5 du sénatus-consulte du 14 juillet 1865, les articles 13, titre IV, et 19, titre VI, intitulé : Dispositions générales, du décret du 21 avril 1866. Les autres dispositions desdits sénatus-consulte et décret sont maintenues.
Fait à Tours, en Conseil de gouvernement, le 24 octobre 1870.
Signé AD. Crémieux, L. Gambetta, AI. Glais-Bizoin, L. Fourichon. »

#### Portée
Les « Musulmans indigènes » d'Algérie conservent leur statut personnel. Leur admission à la citoyenneté française reste conditionnée à la renonciation à ce statut.

## Citoyenneté aux Juifs, pas aux musulmans
Dans son ouvrage L’Année des dupes, Jacques Attali recense des éléments pouvant expliquer le fait que le décret attribue directement la citoyenneté aux Juifs, mais sans le faire pour les musulmans.
En 1830, la conquête de l’Algérie par les Français semble être accueillie favorablement par la communauté juive indigène, qui vivait alors sous le statut de dhimmi : « d’après les services de l’époque, les 17 000 Juifs d’Algérie accueillent avec enthousiasme cette invasion qui les libère d’une lourde tutelle. Et qui leur fait espérer d’obtenir la citoyenneté octroyée quarante ans plus tôt aux Juifs de France » (p. 26). Les années suivantes confirment cet état d’esprit : « à partir de 1840, même ceux des Juifs qui n’ont pas de relations avec les communautés juives françaises et livournaises donnent des prénoms français à leurs enfants, changent les leurs, s’habillent à la française et, s’ils en ont les moyens, quittent le quartier juif pour s’installer dans les quartiers qu’occupent les Européens » (p. 29).
Par ailleurs, les Français ont pour objectif de capter les terres algériennes, « et pour avoir ces terres, il faut exproprier les Musulmans » (p. 27) ; cela ne concerne que les musulmans, « puisque les Juifs ne sont pas propriétaires » (p. 28). Le fait est que cette spoliation serait devenue beaucoup plus difficile à réaliser à l'encontre de propriétaires faits citoyens français.
Jacques Attali ajoute que, partir de 1865, « l’Empire reconnaît aux Juifs et aux Musulmans le droit de demander individuellement la citoyenneté française » (p. 37). Ils doivent pour cela abandonner, pour les uns la loi mosaïque, pour les autres la loi coranique. Or c’est « plus difficile pour un musulman, puisque cela suppose de faire connaître son intention de sortir de la communauté religieuse à sa famille et à ses proches ; en général très hostile. De plus, le candidat doit renoncer ouvertement à cinq pratiques, incompatibles avec le Code civil français », dont la polygamie (p. 38). Enfin, il n’y a en 1870 que 30 000 Juifs, pour 3 millions de musulmans, soit cent fois moins.
L'explication d'Attali est cependant partielle, car la polygamie faisait également partie de la loi mosaïque « indigène », au point que vers la fin des années 1860, les juristes comme les journalistes en viennent à décrire les pratiques maritales des Juifs algériens comme une menace grave à « l'ordre public ». L'affaire Zermati le prouve : ses enfants d'un premier mariage non rompu accusent en 1865 Judas Zermati de contracter un deuxième mariage. En appel, l'avocat de Zermati explique qu’« au point de vue purement doctrinal », la bigamie était légale pour les juifs algériens. La Cour d'appel tranche alors : elle est dans l’obligation « d’appliquer la loi mosaïque, de même que chaque jour, dans les instances entre musulmans, ils appliquent la loi mahométane, quelque tranchées que soient les différences entre ces lois et le droit civil français ».
La confusion chez les Juifs algériens entre coutumes indigènes et respect de la « dignité » associée à la citoyenneté française (Code civil), confusion exploitée par les avocats, se manifeste dans les tribunaux, par exemple lors de l'affaire Courcheyia : Guenouma Strock demande le divorce de son mari Simon Courcheyia pour un motif (impuissance) reconnu dans la loi mosaïque mais qui n'est pas valide selon le Code. Finalement, la cour d'Alger tranche en faveur de Simon Courcheyia du fait que le mariage a été prononcé devant un officier d'état civil français. Cette décision, parmi d'autres, indique que « l'assimilation progressive des israélites indigènes avec les Français d'Europe est dans la pensée évidente du gouvernement français ».

## Suites du décret Crémieux

### Évolution du statut des Juifs en Algérie

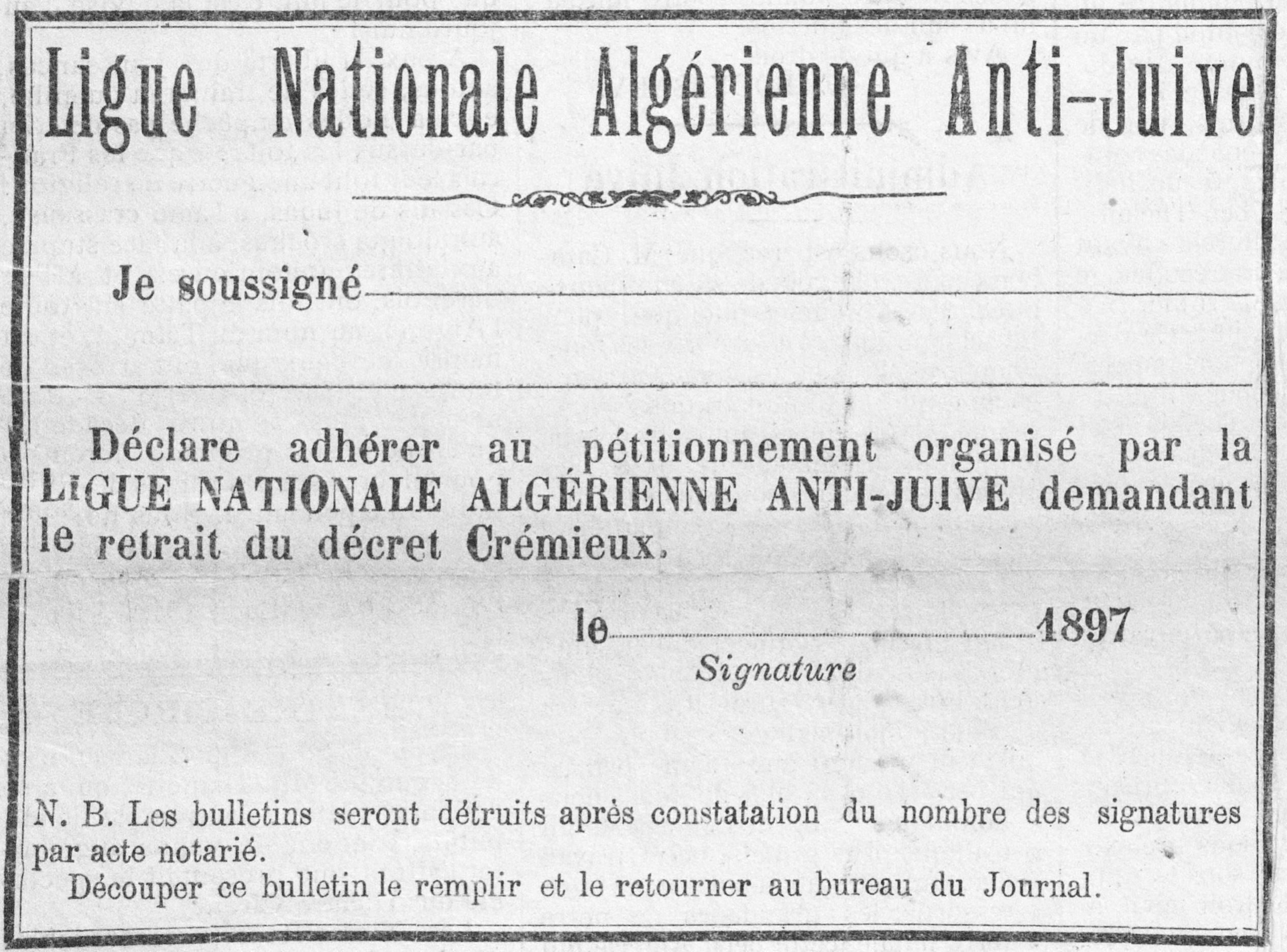
Coupon d'adhésion au pétitionnement organisé par la Ligue nationale algérienne anti-juive contre le décret Crémieux (1897).

Le décret suscite des tensions en Algérie, car il maintient les habitants musulmans dans le statut de l'indigénat. Toutefois ce ne sont pas les musulmans qui s'opposent au décret mais les milieux militaires et nationalistes qui craignent que les Juifs ne votent pour la République.
Le bachagha El Mokrani soulève 250 tribus contre le gouvernement français, affaibli par sa capitulation face à la Prusse, au début de l'année 1871 mais cette insurrection est sans lien direct avec le décret. Adolphe Thiers, chef du gouvernement provisoire, dépose un projet d'abrogation du décret Crémieux, le 21 juillet 1871, qui est repoussé sous la pression du banquier Alphonse de Rothschild , de la gauche républicaine et de milieux professionnels en relation avec des commerçants juifs.
En 1938, des maires en Algérie, comme celui de Sidi Bel Abbès, rayent des électeurs des listes électorales au motif qu'ils ne peuvent prouver que leurs ascendants étaient « indigènes d'Algérie » en 1870. En effet, des Marocains de confession juive, installés en Algérie après 1871, « étaient assimilés aux juifs algériens », hors la lettre du décret Crémieux. C'est pourquoi le 17 janvier 1939, un décret promulgue que si un Juif peut prouver qu’un de ses ascendants a été inscrit sur les listes électorales en Algérie, il peut y être inscrit lui-même.
Le décret Crémieux est abrogé le 7 octobre 1940 par un décret de Marcel Peyrouton, ministre de l’Intérieur du régime de Vichy et ancien secrétaire général du gouvernement général à Alger. Peu après, est instauré un statut discriminatoire pour les Juifs, prévoyant l'aryanisation économique de leurs biens, et l'internement des soldats juifs d'Algérie.
Après le débarquement anglo-américain en Algérie et au Maroc en novembre 1942, les lois de Vichy sont conservées par l'amiral Darlan, maintenu au pouvoir par les Alliés. Après l'assassinat de l'amiral Darlan le 24 décembre 1942, le général Giraud est nommé à la tête du Commandement en chef français civil et militaire. Lors du discours du 14 mars 1943, il annonce l'abrogation des lois antisémites de Vichy et du décret Crémieux qu'il juge discriminatoires :

« Les lois de discrimination raciale, imposées à la France par les nazis, n'existent plus. Cette suppression efface la marque d'avilissement que dans leur œuvre de persécution, les nazis ont voulu infliger à la France, en l'associant de force à la perversité. Dans la volonté d'éliminer toute discrimination raciale, le décret Crémieux, qui avait établi en 1870 une différence entre les indigènes musulmans et israélites, est abrogé. »

Cette « nouvelle » abrogation est réalisée le 14 mars 1943 par une ordonnance portant la signature du général Giraud. La rédaction de cette ordonnance est due à Marcel Peyrouton qui était devenu gouverneur général de l'Algérie en janvier 1943, après son ralliement à Giraud. Le décret Crémieux a donc été abrogé puis rétabli au cours de la Seconde Guerre mondiale, par deux régimes différents mais avec le concours de la même personne.
Selon Alfred Salinas, Giraud se serait montré perplexe sur le décret Crémieux. Le général Giraud considérait les israélites d'Algérie comme des « indigènes » « pratiquant une religion différente de celle de leurs voisins et pas autre chose ».
L'ordonnance d'abrogation prévoit la parution dans les trois mois de ses décrets d'application, mais aucun ne fut pris dans ce délai. Nommé par Giraud le 22 mars 1943, le secrétaire à l'Intérieur, Jules Abadie, qui a eu la charge de ce dossier, estime dans plusieurs rapports qu'il faut surseoir à l'abrogation du décret. C'est pourquoi, le 22 octobre 1943, le Comité français de libération nationale rétablit le décret Crémieux, le texte du 18 mars, n'ayant pas été suivi de textes d'application en temps voulu, était devenu caduc. Les Juifs d’Algérie redeviennent alors citoyens français,. Mais le communiqué ajoute que le rétablissement est temporaire et que le statut des Juifs sera définitivement fixé lorsque celui des indigènes musulmans aura également été examiné et que les hostilités auront pris fin en Europe,.

### Après l'indépendance de l'Algérie
La quasi-totalité des Juifs d'Algérie citoyens français quittent l'Algérie dans les années qui suivent l'indépendance de 1962, la plus grande partie s'installant en France. 
Dans les années 1990, avec l'instauration de la carte d'identité dite « infalsifiable », il est demandé aux Français nés en dehors du territoire métropolitain qui renouvellent leurs documents d'identité de produire un certificat de nationalité française. C'est alors que dans certains cas les greffes des tribunaux d'instance, compétents pour la délivrance de ce document, mobilisèrent le décret Crémieux en demandant aux personnes de prouver la religion de leurs ascendants par la production d'actes d'état-civil la mentionnant (« mariage religieux »…),. Comme le constate maître Eolas, « […] ces textes, qui seraient sans nul doute anticonstitutionnels aujourd'hui, ont été en vigueur et ont produit des effets de droit qui se perpétuent jusqu'à aujourd'hui, quand bien même ces textes seraient désormais abrogés. »

### Évolution du statut des«indigènes»des autres colonies
Après le décret Crémieux, la citoyenneté française est reconnue aux « indigènes » ne possédant pas de statut local : les originaires des îles ayant fait partie du royaume dit de Pōmare, en 1891, puis ceux de l'île Sainte-Marie (aujourd'hui Nosy Boraha), en 1912.